# Pomrowik mołdawski
Pomrowik mołdawski (Deroceras moldavicum) – gatunek leśnego, wilgociolubnego, nagiego ślimaka trzonkoocznego z rodziny pomrowikowatych (Agriolimacidae).
Występuje w Karpatach Wschodnich – od południowo-wschodniej Polski po zachodnią Ukrainę i północno-wschodnią Rumunię. Zasiedla dobrze zacienione i wilgotne miejsca, często na brzegach rzek, w lasach liściastych, na wysokościach do 1000 m n.p.m. W Polsce jest gatunkiem rzadkim, spotykanym wyłącznie w Bieszczadach. Został wpisany na Czerwoną listę zwierząt ginących i zagrożonych w Polsce. Na terenie kraju jest objęty częściową ochroną gatunkową, a dawniej podlegał ochronie ścisłej.
Osiąga do 35 mm długości. Ubarwienie fioletowo-brązowe, z wierzchu ciemniejsze niż po bokach. Śluz rzadki, bezbarwny. Penis w kształcie gruszki, bez przydatków. Dojrzałość płciową osiąga jesienią.